# Французское погружение
Французское погружение (англ. French immersion, фр. immersion française) — программа двуязычного образования для детей, у которых французский язык не является родным. Состоит в том, что начиная с определённого класса ребёнок получает школьное образование на французском языке — либо полностью, либо по крайней мере такие базовые предметы, как история, география и естествознание.
Наибольшее распространение программа получила в Канаде в связи со спецификой этнолингвистической ситуации в данной стране.

## Распространение программ французского погружения

### Глобальная программа
Агентство преподавания французского языка за рубежом (AEFE) руководит или финансирует 470 школ по всему миру. В большинстве этих школ французский язык является основным языком преподавания.

### Канада

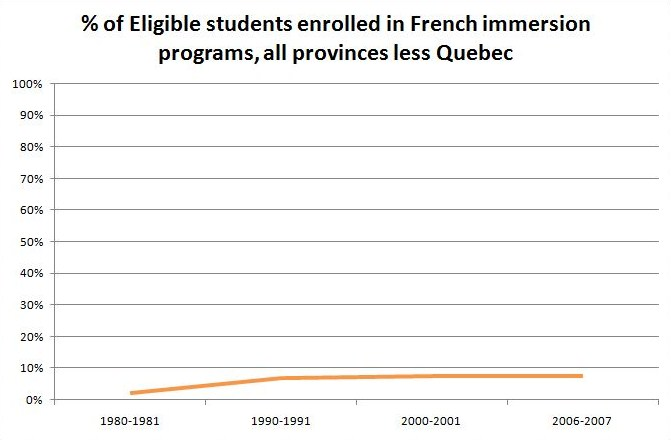
Рост учеников по программе French immersion.

Французское погружение не используется в Квебеке, где французский является единственным официальным языком. При этом инициатива «французского погружения» изначально возникла именно в Квебеке в 1960-е гг., когда родители детей, ходивших в англоязычные школы — Ольга Меликофф, Мюриэль Паркс и Валери Нил — захотели обеспечить достаточный уровень владения французским языком для своих детей (в те годы французский язык считался непрестижным и «излишним» для англоязычного образования) и создали движение в поддержку своей инициативы. Хотя их инициатива так и не получила поддержки в собственной провинции (откуда вскоре англофоны стали уезжать в связи с принятием законов о французском как единственном языке Квебека), уже к 1970-м годам инициатива стала популярной в школах Южного Онтарио.
В Канаде, в связи с тем, что французский язык является одним из двух официальных языков на федеральном уровне, программа французского погружения предлагается в большинстве англоязычных школьных округов. Ученик имеет право выбрать программу раннего (с подготовительного или 1 класса), среднего (с 4 класса) или позднего погружения. Большинство учеников, обучающихся по программе раннего погружения, выполняют на французском языке все задания, кроме заданий по английскому языку, изучение которого обычно начинается между 2 и 4 классами. Ученики, обучающиеся по программе позднего погружения, обычно учатся в отдельных классах от учеников по программе раннего погружения. В качестве альтернативы позднему погружению существует программа расширенного преподавания французского языка (en:Extended French), когда по-французски преподаётся только часть учебных предметов.
Ряд канадских университетов предлагают своим студентам возможность альтернативного обучения на английском или французском языке — это, в частности, Университет Саймона Фрейзера в Ванкувере, факультет Святого Иоанна Альбертского университета в Эдмонтоне, Университет Святой Анны в Новой Шотландии, Университетский колледж Святого Бонифация при Манитобском университете в Виннипеге, Оттавский университет, Лаврентийский университет в Грейтер-Садбери, Онтарио, Колледж Глендон при Йоркском университете в Торонто и HEC Montréal в Монреале. Как правило, школы с программами французского погружения в соответствующих городах предпочитают нанимать учителей, получивших образование в вышеуказанных университетах.
Большинство канадцев положительно оценивают программу с точки зрения поддержки государственной политики билингвизма. Статистические исследования показывают, что ученики, получающие образование по программе французского погружения, превосходят прочих учеников по показателям чтения, при том, что их способность читать по-английски остаётся высокой, несмотря на замечания критиков, что подобное обучение может якобы ухудшить способность к чтению по-английски у учеников, для которых английский является родным.

#### Распространение по провинциям Канады
В настоящее время программы французского погружения наиболее популярны в провинции Нью-Брансуик, где французский язык является одним из двух официальных, и на острове Принца Эдуарда. Наименьшей популярностью они пользуются в Саскачеване. Хотя в Западной Канаде наблюдается значительный рост населения из-за притока эмигрантов, он почти не отразился на росте участников программ французского погружения.
| Провинция/территория                 | Количество | Процент от общего числа учеников |
| ------------------------------------ | ---------- | -------------------------------- |
| Канада                               | 300464     | 7.6 %                            |
| Ньюфаундленд и Лабрадор              | 7222       | 9.7 %                            |
| Остров Принца Эдуарда                | 4108       | 19.2 %                           |
| Новая Шотландия                      | 14625      | 10.6 %                           |
| Нью-Брансуик                         | 21285      | 19.0 %                           |
| Онтарио                              | 154577     | 7.3 %                            |
| Манитоба                             | 17871      | 9.9 %                            |
| Саскачеван                           | 8858       | 5.4 %                            |
| Альберта                             | 31317      | 5.6 %                            |
| Британская Колумбия                  | 39509      | 7.0 %                            |
| Юкон (территория)                    | 462        | 8.8 %                            |
| Северо-Западные территории и Нунавут | 630        | 6.8 %                            |

#### Критика
В 2008 г. редакторская статья в газете Vancouver Sun подвергла критике программы французского погружения как способ для представителей высшего класса получить в государственных школах более качественное образование за счёт средств налогоплательщиков. Поскольку, как утверждала газета, дети из семей с низкими доходами, а также с физическими и психическими ограничениями реже участвуют в программах французского погружения, складывается ситуация, когда амбициозные семьи выбирают программы французского погружения не с целью приобщения ребёнка к французскому языку, а скорее с целью дать ему образование повышенного качества, с более высокими требованиями к ученику. Исследование Уилмса подтверждает данное предположение. На этом основании критики программы французского погружения считают, что она противоречит обязательству правительства Канады предоставлять равные возможности ученикам в сфере публичного образования.

### Австралия
Программа французского погружения предлагается в ряде школ Австралии. Это, в частности, Mansfield State High School, Methodist Ladies' College в Мельбурне, Benowa State High School, Telopea Park School в Канберре, и The Glennie School в г. Тувумба, Квинсленд.

### Великобритания
Начальная школа Уокер (Walker Road Primary School) в г. Абердин (Шотландия) ввела в действие программу частичного раннего погружения в 2000 г. Кроме того, в течение последних нескольких лет Колледж общины Джаджмедоу (Judgemeadow Community College) в Ивингтоне (Evington), Лестер, Англия, практиковал французское погружение сроком на год.

### США
Частные школы, где практикуется французское погружение, существуют в США как минимум с 1950-х гг. Большинство этих школ получают содействие со стороны Агентства по преподаванию французского за рубежом. В настоящее время в США существует 40 таких школ (полный список приведен в английской версии этой Вики-статьи).
В южной части штата Луизиана традиционно высока доля американцев, происходящих от французских колонистов. В XX веке регион всё больше вовлекался в общеамериканскую культуру, а число франкоговорящих снижалось, поэтому родители стали рассматривать французское погружение как средство сохранения французского культурного наследия.